# Tobias Heilmann (Politiker, 1975)

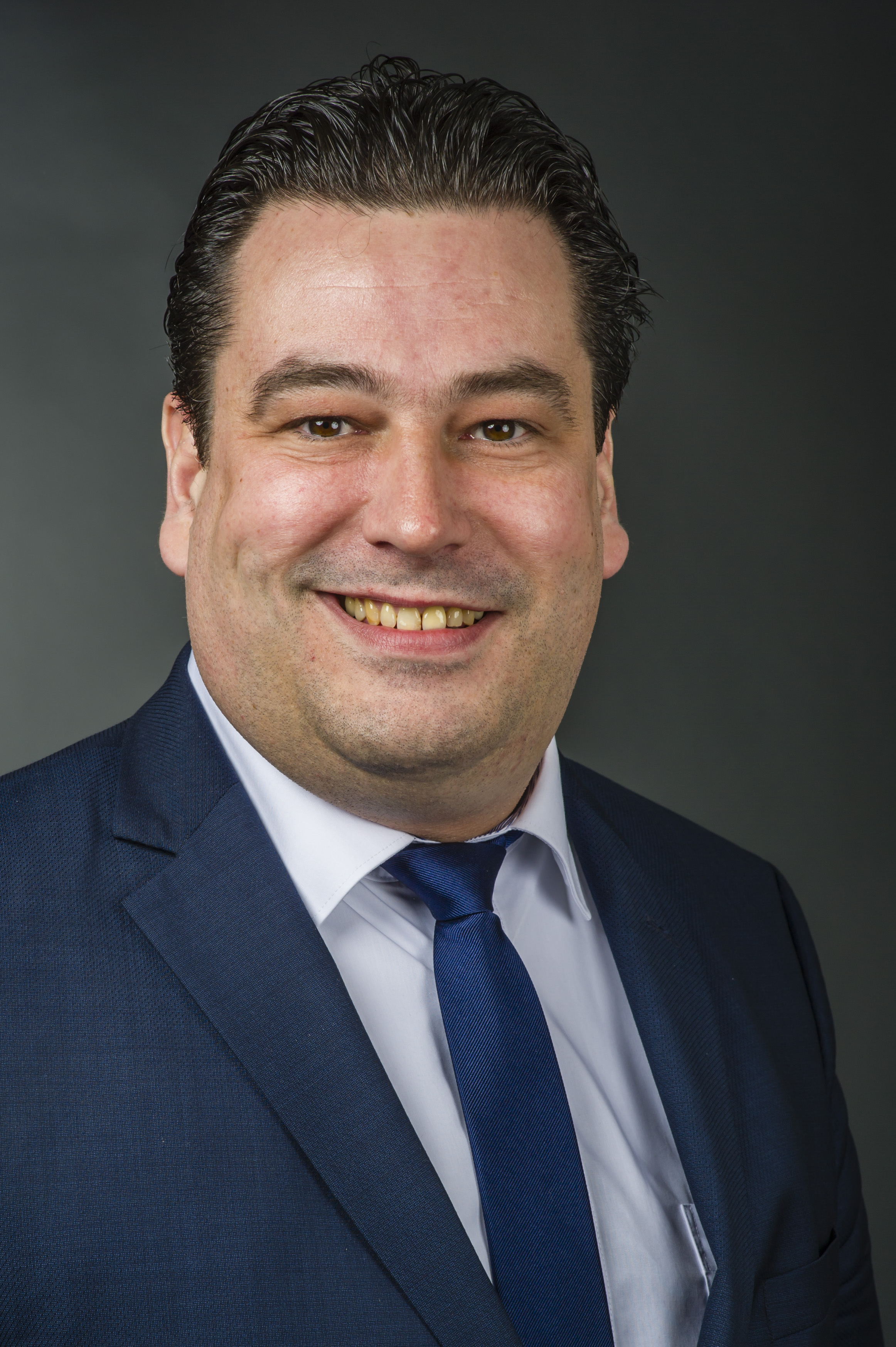
Tobias Heilmann (2018)

Tobias Heilmann (* 20. Oktober 1975 in Celle; † 28. Mai 2025 in Ummern) war ein deutscher Politiker (SPD). Von November 2021 bis zu seinem Tod war er Landrat des Landkreises Gifhorn. Zuvor war er von November 2017 bis Oktober 2021 Abgeordneter im Niedersächsischen Landtag.

## Leben
Heilmann war ursprünglich als Industriekaufmann tätig. Vor seiner Zeit als Landrat des Landkreises Gifhorn war er Mitglied des Rates der Gemeinde Ummern, Mitglied des Samtgemeinderates Wesendorf und Mitglied des Kreistages Gifhorn. Im Rat der Gemeinde Ummern war er damals Vorsitzender, in den anderen beiden Kommunalparlamenten stellvertretender Vorsitzender der SPD-Fraktion. Bei der Landtagswahl am 15. Oktober 2017 gelang ihm der Einzug als Abgeordneter in den Niedersächsischen Landtag für die SPD als Direktkandidat im Wahlkreis 5 (Gifhorn-Nord/Wolfsburg).
Bei der Landratswahl im September 2021 trat er als SPD-Kandidat gegen Amtsinhaber Andreas Ebel (CDU) an. Im ersten Wahlgang erreichte er 38 % der Stimmen. Zwischen ihm und Ebel (34 %) fand am 26. September 2021 eine Stichwahl statt, die er mit 64 % der Stimmen für sich entscheiden konnte. Heilmann legte daraufhin sein Landtagsmandat nieder; für ihn rückte Barbara Beenen nach. Das Amt des Landrats übte er bis zu seinem Tod aus.
Tobias Heilmann starb im Mai 2025 im Alter von 49 Jahren nach einem plötzlichen Zusammenbruch. Er lebte in Ummern, war verheiratet und hatte drei Kinder.